# Feuersteinbergwerke von Bretteville-le-Rabet
Das Feuersteinbergwerke von Bretteville-le-Rabet (auch La Brèche au Diable (deutsch „die Löcher des Teufels“) genannt) ist ein jungsteinzeitliches Bergwerk für den Abbau von Kreideflint in Nordfrankreich.

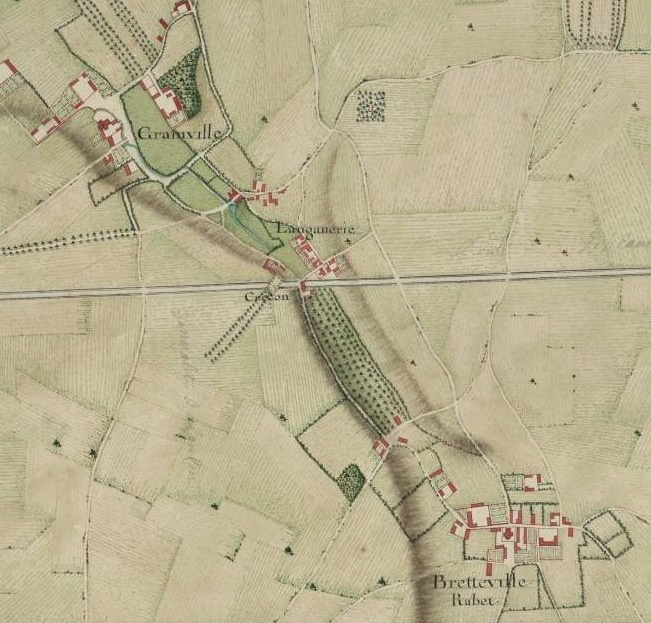
Lage

## Lage
Bretteville-le-Rabet liegt zwischen Caen und Falaise, nahe der N158 (Straße) im Département Calvados in der Normandie in Frankreich.

## Beschreibung
Das Bergwerk besteht aus glockenförmig in den Untergrund eingetieften Schächten, von denen Galerien abgehen, in denen der Feuerstein abgebaut wurde. Die Anlage datiert auf 3710±190 bc (Ly-3680).